# NBI
NBI (Network Bootable Image) — образ системы для сетевой загрузки с помощью Etherboot или NetBoot
Представляет собой файл с расширением .nbi, содержащий в себе образ системной дискеты DOS или ядро Linux с корневой файловой системой, плюс некоторые дополнительные параметры.
Для генерации используются утилиты из пакета NetBoot. Поддерживается создание NBI-образов для DOS и Линукса.
Для загрузки через сеть на сервере-хранилище NBI-файлов должен быть запущен сервис TFTP, а на рабочей станции — загрузчик из состава пакетов NetBoot или Etherboot, расположенный в ПЗУ сетевой карты, на дискете или в исполняемом COM-файле для DOS.

## Комментарии
1. ↑  mknbi — Etherboot/gPXE Wiki (англ.). Дата обращения: 13 августа 2008. Архивировано 6 октября 2008 года.